# Pocho Rospigliosi
Carlos Alfonso Rospigliosi Rivarola (Lima, 23 de marzo de 1930-Lima, 14 de octubre de 1988), más conocido como Pocho Rospigliosi, fue un periodista y comentarista deportivo peruano de prensa escrita, radio y televisión.

## Biografía
Nació en el distrito de La Victoria el 23 de marzo de 1930. 
Fue uno de los más destacados periodistas deportivos de la historia del periodismo peruano. Incursionó con éxito tanto en la prensa escrita como en la radio y en la televisión. Su programa Ovación, de Radio El Sol, fundado el 11 de junio de 1964, fue de gran audiencia diaria y de obligada sintonía en la transmisión de eventos deportivos, como la Copa Libertadores, campeonatos mundiales de fútbol o los Juegos Olímpicos. En 1970, recibió, de manos del presidente del Comité Organizador del Mundial de México 1970, el trofeo que se hizo acreedor Ovación por ser la mejor radio extranjera en transmitir el evento. Transmitía también música en sus clásicos Los domingos de Ovación, Tres en Ovación y Salsa en Ovación.
En 1973, fundó la revista Ovación. La revista deportiva que el Perú esperaba. Y, en marzo de 1980, fundó el programa Gigante deportivo, en Panamericana Televisión, que se transmitía los sábados y domingos, de 12:00 a 16:00. El programa se mantendría al aire hasta julio de 1986, pese a la reducción de horas y, casi al final, de días de emisión.
Su hiperactividad, asociada a la obesidad, le pasaron la cuenta. Primero, con una operación al corazón de varios baipases, y luego el derrame cerebral que le costó la vida el 14 de octubre de 1988.
Su hijo Miguel Rospigliosi (Micky) se inició muy joven, junto con él, en Ovación y Gigante deportivo. Decidido a continuar el legado de su padre, fundó Radio Ovación en los años noventa. Y los altos niveles de sintonía la convirtieron en un suceso, aunque uno de sus socios se la arrebató en el año 2006. Micky falleció en el año 2009.

## Carrera

### Televisión
- 24 horas (bloque deportivo, 1973-1986) Panamericana Televisión
- Gigante deportivo (1980-1986), Panamericana Televisión
- Domingos deportivos (1986-1988), América Televisión
- Primera plana (bloque deportivo, 1986-1988), América Televisión
- Fútbol de primera (1987-1988), América Televisión

### Radio
- Ovación (1964-1988), Radio El Sol